# Harry Vos
Henry Antonie «Harry» Vos (La Haya, 4 de septiembre de 1946-Delft, Países Bajos, 19 de mayo de 2010) fue un futbolista neerlandés que jugaba como defensa.

## Fallecimiento
Murió de cáncer el 19 de mayo de 2010, a la edad de 63 años.

## Selección nacional
Formó parte de la selección neerlandesa subcampeona de la Copa del Mundo de 1974. No jugó ningún partido con su selección.

### Participaciones en Copas del Mundo
| Mundial                        | Sede             | Resultado  | Partidos | Goles |
| ------------------------------ | ---------------- | ---------- | -------- | ----- |
| Copa Mundial de Fútbol de 1974 | Alemania Federal | Subcampeón | 0        | 0     |

## Clubes
| Club          | País         | Año       |
| ------------- | ------------ | --------- |
| ADO La Haya   | Países Bajos | 1965-1970 |
| PSV Eindhoven | Países Bajos | 1970-1971 |
| Feyenoord     | Países Bajos | 1971-1977 |

## Palmarés

### Títulos nacionales
| Título                   | Club        | País         | Año  |
| ------------------------ | ----------- | ------------ | ---- |
| Copa de los Países Bajos | ADO La Haya | Países Bajos | 1968 |
| Eredivisie               | Feyenoord   | Países Bajos | 1974 |

### Títulos internacionales
| Título          | Club      | Sede     | Año  |
| --------------- | --------- | -------- | ---- |
| Copa de la UEFA | Feyenoord | Róterdam | 1974 |